# Reo (geslacht)
Reo is een geslacht van spinnen uit de  familie van de Spinneneters (Mimetidae).

## Soorten
- Reo eutypus (Chamberlin & Ivie, 1935)
- Reo latro Brignoli, 1979